# マジョリー・フレッチャー
マージョリーフレッチャー（英: Marjorie Fletcher、1932年9月21日 - 2008年10月11日）は、1986年から1988年にかけて王立婦人海軍（WRNS）の司令官であった人物。後にCBE勲章を授章されている。

## 生涯
1932年9月21日に生まれ、若い頃はアボンデール高校（ストックポート・アカデミー、Stockport Academy）とサットン・コールドフィールド・グラマー・スクール・フォー・ガールズ（Sutton Coldfield Grammar School for Girls）に通った。後フレッチャーは弁護士の事務員となり、1953年に王立婦人海軍（WRNS）に入隊し、電信士の職に就いた。1953年、WRNSに電報係として入隊した後、士官に任命され、その後20年間で三等航海士から主席航海士に昇進した。地中海艦隊司令長官のスタッフとしてマルタに2回派遣されたこともある。 
フレッチャーは1979年にNATO参謀学校に通い、海軍参謀学校の校長に就任した。その後、ベルギーのブリュッセルにあるNATO本部に3年間派遣されたり、国防省の海軍司令長官に王立婦人海軍の人物として初めてWRNS役員に就任したりした。1986年にはWRNSの司令官に任命され、1988年にそのポストを離れると引退した。その後、フレッチャーは大英帝国勲章の司令官（Commander）に任命され、引退後、彼女はWRNSの歴史を綴った本 「The WRNS: A History of the Women's Royal Naval Service」を1989年に出版した。 1989年に出版された。フレッチャーは2008年10月11日に亡くなった。 